# جامع بلك (كويه)
جامع بلك في كويه من مساجد أربيل الأثرية في العراق ويقع في محلة بفريفندي التابعة لقضاء كويه في محافظة أربيل، وهو من المساجد التراثية القديمة، وشيد وبني في عهد الدولة العثمانية عام 1224هـ/1809م، ولقد عمره ُوبناهُ الشيخ الفقيه جرجيس على نفقته الخاصة في عام 1284هـ/1867م، ثم جدد بنيانه مرة أخرى في عام 1407هـ/1987م، وبنيت قاعة كبيرة فيه على نفقة المحسن الحاج (هدايت رشيد نجم)، ومازال مبنى المسجد محافظاً على تراثهِ وآثارهِ القديمة من حيث البناء والزخارف، والحرم ذو أقواس وتعلوه قبة قديمة نقش بداخلها بنقوش مغربية ومن خارجها أحيطت ببناء ذو ثمانية أضلاع، وقبالة الحرم ساحة وباحة كبيرة تحوي على غرفة للامام ومحلات للوضوء وقاعة وحوض مياه.